# Marjo
Marjo je moško in žensko osebno ime.

## Izvor imena
Ime Marjo je različica moškega osebnega imena Marjan.
Na Finskem in Nizozemskem, kjer je Marjo žensko ime, pa je različica ženskega imena Marija.

## Pogostost imena
Po podatkih Statističnega urada Republike Slovenije je bilo na dan 31. decembra 2007 v Sloveniji število moških oseb z imenom Marjo: 99.

## Osebni praznik
Osebe z imenom Marjo lahko godujejo takrat kot osebe z imenom Marjan.